# Bromatometri
Bromatometri är en titreringsprocess där bromering av en pH-indikator observeras.